# Džedkare II.
Džedkare II. Šemaj bi lahko bil faraon iz Osme egipčanske dinastije, ki je vladala v prvem vmesnem obdobju Egipta. Njegovo ime je dokazano samo na Abidoškem seznamu kraljev, sestavljenem v 13. stoletju pr. n. št., in v nobenem primarnem viru.